# Jan Szydlak
Jan Marian Szydlak (ur. 24 listopada 1925 w Siemianowicach Śląskich, zm. 13 września 1997) – polski działacz komunistyczny, z zawodu ślusarz; członek Biura Politycznego KC PZPR (1970–1980), poseł na Sejm PRL III, IV, V, VI, VII i VIII kadencji (1961–1980), w latach 1976–1980 wiceprezes Rady Ministrów.

## Życiorys
Syn Władysława (1901–1959) i Gertrudy (1891–1966). Urodził się jako Jan Teobald, nosił to nazwisko do 1948. Z zawodu ślusarz. W latach 1940–1941 na robotach przymusowych w Niemczech, następnie do 1943 pomocnik ślusarza, a do 1945 robotnik w Hucie Florian w Świętochłowicach. Po wojnie wstąpił do Polskiej Partii Robotniczej i Związku Walki Młodych. Należał do egzekutywy komitetu miejskiego PPR w Siemianowicach Śląskich oraz komitetów wojewódzkich w Katowicach i Kielcach, od 1954 do 1957 sekretarz zarządu głównego Związku Młodzieży Polskiej w Warszawie. Od 1948 w Polskiej Zjednoczonej Partii Robotniczej, w 1951 ukończył Szkołę Partyjną przy KC PZPR. Był członkiem Komitetu Wojewódzkiego PZPR w Szczecinie (1949–1950), następnie kierownikiem (1951–1952) Wydziału Propagandy i sekretarzem propagandy (1952–1954) KW w Katowicach. Od 1957 do 1960 sekretarz KW w Katowicach, a od 1960 do 1968 I sekretarz KW w Poznaniu.
W latach 1954–1964 zastępca członka, a w latach 1964–1980 członek Komitetu Centralnego PZPR. Od 1968 do 1970 zastępca członka Biura Politycznego KC, a następnie od 1970 do 1980 członek Biura Politycznego KC PZPR. W latach 1968–1977 sekretarz KC PZPR. 
Jeden z najbliższych współpracowników Edwarda Gierka. Poseł na Sejm PRL III, IV, V, VI, VII i VIII kadencji. W 1974 wybrany na przewodniczącego Zarządu Głównego Towarzystwa Przyjaźni Polsko-Radzieckiej (do 1980). W latach 1970–1981 członek prezydium Ogólnopolskiego Komitetu Frontu Jedności Narodu. W latach 1976–1980 wiceprezes Rady Ministrów. Od 18 lutego 1980 do 26 sierpnia 1980 pełnił funkcję przewodniczącego Centralnej Rady Związków Zawodowych.
6 października 1980 VI Plenum KC PZPR odwołało go ze składu Komitetu Centralnego za błędy w polityce gospodarczej i popieranie woluntaryzmu w tej dziedzinie, 15 lipca 1981 wykluczony z partii przez IX Zjazd PZPR. W lipcu 1981 został pozbawiony przez Radę Państwa PRL Orderu  Budowniczych Polski Ludowej. W czasie stanu wojennego został internowany wraz grupą byłych czołowych działaczy PZPR (od grudnia 1981 do grudnia 1982).
Pochowany na cmentarzu przy ul. Michałkowickiej w Siemianowicach Śląskich wraz z żoną Marią Szydlak (1926–2012) i ojcem.

## Odznaczenia
- Order Budowniczych Polski Ludowej (1975, pozbawiony orderu w lipcu 1981)[4]
- Order Sztandaru Pracy I klasy
- Order Sztandaru Pracy II klasy
- Krzyż Komandorski Orderu Odrodzenia Polski
- Medal za Długoletnie Pożycie Małżeńskie (1997)[5]
- Medal 10-lecia Polski Ludowej (1955)[6]
- Medal 30-lecia Polski Ludowej (1974)[7]
- Złoty Medal „Za zasługi dla obronności kraju”
- Srebrny Medal „Za zasługi dla obronności kraju”
- Brązowy Medal „Za zasługi dla obronności kraju”
- Odznaka 1000-lecia Państwa Polskiego (1966)[8]
- Złote Odznaczenie im. Janka Krasickiego (1958)[9]
- Honorowa Odznaka Miasta Łodzi (1974)[10]
- Medal „Zasłużony Działacz Towarzystwa Przyjaźni Polsko-Radzieckiej” (1989)[11]
- Medal 25-lecia Dolnego Śląska (1970)[12]
- Medal jubileuszowy „W upamiętnieniu 100-lecia urodzin Władimira Iljicza Lenina” (ZSRR, 1969)[13]
- Medal jubileuszowy „Trzydziestolecia zwycięstwa w Wielkiej Wojnie Ojczyźnianej 1941–1945” (ZSRR, 1975)[14]
- Honorowa Odznaka Związku Radzieckich Towarzystw Przyjaźni i Łączności Kulturalnej z Zagranicą (ZSRR, 1978)[15]
- Medal 90-lecia urodzin Georgi Dymitrowa (Bułgaria, 1972)[16]
- Medal 50-lecia Komunistycznej Partii Czechosłowacji (Czechosłowacja, 1971)[17]
- Medal 30-lecia wyzwolenia Czechosłowacji przez Armię Radziecką (Czechosłowacja, 1975)[18]
- Złoty Medal im. Fritza Heckerta (1980, nadany przez przewodniczącego Związków Zawodowych NRD)[19]